# Louis Röchling
Louis Röchling (* 21. Dezember 1863 in Saarbrücken; † 6. September 1926 in Völklingen) war ein deutscher Unternehmer in der Montanindustrie und Mitglied des Rheinischen Provinziallandtages.

## Leben

### Herkunft und Familie
Louis Röchling entstammte einer Familie, aus der sein Ururgroßvater Johann Gottfried Röchling (1703–1780), Mitte der 1730er Jahre aus dem Raum Dortmund in Westfalen kommend, in das Fürstentum Nassau-Saarbrücken übersiedelte. Fürst Wilhelm Heinrich machte ihn zum Berghauptmann und Kammerrat und Herzog Christian von Pfalz-Zweibrücken 1763 zum Direktor der neu errichteten Eisenwerke Schönau und Contwig. So war er der erste Industrielle aus dem Stamm Röchling und legte damit den Grundstein für die unternehmerischen Tätigkeiten der nachfolgenden Generationen.
Dessen Enkelsohn Christian (1772–1855) war Geheimer Sanitätsrat und Kreisphysikus in Saarbrücken und mit Charlotte Wagner (1793–1870) verheiratet. Carl Röchling (1827–1910), sein Vater, war deren drittältester Sohn und mit seinen drei Brüdern Theodor (1823–1885), Ernst (1825–1877) und Friedrich (Fritz) (1833–1892) in dem prosperierenden Familienunternehmen tätig. Sie entwickelten es zu einem bedeutenden Wirtschaftsunternehmen.

### Werdegang und Wirken
Nach dem Abitur begann Louis ein Chemiestudium an der Ruprecht-Karls-Universität Heidelberg, brach es ab und ging in eine Ausbildung zum Kaufmann in das Ludwigshafener Handelshaus „Gebr. Röchling“. 1886 begann er in der kaufmännischen Verwaltung des Völklinger Eisenwerks (später Völklinger Hütte) der „Gebr. Röchling OHG“, das 1881 von seinem Vater und dessen Geschwister für 270.000 Reichsmark käuflich erworben worden war. Nachdem er 1890 Nach seinem Eintritt als Teilhaber in das Familienunternehmen im Jahre 1890 wurde er zwei Jahre später kaufmännischer Direktor des Eisenwerks Völklingen und übte die Geschäftsführung gemeinsam mit seinem Bruder Richard und nach dessen Tod mit seinem Bruder Hermann bis 1926 aus.
1901 übernahm er nach dem Tod des Carl Ferdinand von Stumm-Halberg dessen Ämter in der Interessenvertretung der Saarindustrie. Dieser hatte ihn kurz vor seinem Tod zu einem Gespräch zu sich gebeten und mitgeteilt, dass er ihn als seinen Nachfolger vorgesehen habe.
Während des Ersten Weltkrieges wurde er wegen seiner Verbandsaktivitäten Mitglied des Beirats des Reichskommissars für die Übergangswirtschaft für Eisen- und Manganerze. Dessen Aufgabe bestand in der Koordinierung der Produktion der deutschen Eisenhütten zum Zwecke der Gewährleistung ausreichender Heereslieferungen.
1916 setzte Reichskanzler Theobald von Bethmann Hollweg ihn zum Reichskommissar ein.
Von 1911 bis 1917 war Louis Röchling Abgeordneter des Rheinischen Provinziallandtages.
Als Mitglied der Nationalliberalen Partei betätigte er sich in der Saarregion kommunalpolitisch und wurde in seiner Heimatstadt Völklingen Beigeordneter und Ortsvorsteher.

### Öffentliche Ämter
- 1901 Vorsitzender des Vereins zur Wahrung der gemeinsamen wirtschaftlichen Interessen im Saargebiet und

Vorsitzender der südwestlichen Gruppe des Vereins Deutscher Eisen- und Stahlindustrieller und der Südwestdeutschen Eisenberufsgenossenschaft
- 1904 stellvertretender Vorsitzender des neu gegründeten Deutschen Stahlwerksverbands.
- 1907 Vorsitzender des Deutschen Stahlwerksverbands
- 1910 Vorsitzender der Südwestgruppe des Vereines deutscher Eisen- und Stahlindustrieller.
- 1911 stellvertretender  Vorsitzender des „Vereins zur industriellen Entwicklung der Südeifel e.V.“
- 1919 Vorsitzender des Vereins zur Wahrung der gemeinsamen wirtschaftlichen Interessen im Saargebiet
- Mitwirkung im Walzdrahtverband, Verein Deutscher Eisen- u. Stahlindustrieller, Verband Deutscher Eisenexporteure und in der Roheisen-Verkaufsvereinigung Luxemburg

### Sonstiges
Nach dem Ersten Weltkrieg wurden die auf französischem Gebiet liegenden Unternehmensteile enteignet.

### Auszeichnungen und Ehrungen
- Kommerzienrat
- In Völklingen wurde die Louis-Röchling-Straße nach ihm benannt